# Минный защитник
Ми́нный защи́тник (МЗ) — устройство для защиты морских якорных мин от вытраливания контактными корабельными тралами. Впервые в мире минную защиту сконструировал в 1912 году П. П. Киткин (минный защитник МЗ-12), а в 1914 году — улучшенный минный защитник на основе первого образца, увеличив глубину его постановки (минный защитник МЗ-14).
В 1926 году на вооружение ВМС РККА поступил минный защитник Киткина МЗ-26, сконструированный на основе первых его прототипов. Позже в ВМФ СССР были приняты на вооружение глубоководный минный защитник ГМЗ, принятый на вооружение в 1943 году (разработанный П. П. Киткиным совместно с Л. Б. Кноповым из ЦКБ-36), и реактивный минный защитник РМЗ, принятый на вооружение в 1959 году (главный конструктор И. Е. Трилесник из ЦКБ-145).

## Принцип работы

### МЗ-26
Действие минного защитника соответствует схеме работы якорной мины. При установке МЗ в воду магазин с четырьмя буйками отделяется от якоря и устанавливается на заданном углублении. Далее, один из буйков отделяется от магазина и всплывает на глубину буйрепа, на котором расположены подрывные патроны. При касании тралом буйрепа, трос трала скользит по нему, что вызывает взрыв заряда и разрыв трала. Оборванный буйреп приводит в действие механизм отделения следующего буйка из магазина, который восстанавливает опасную зону для контактного трала. Данный механизм срабатывает 4 раза — по числу зарядов в магазине. Глубина места постановки — 24—110 м. Диапазон углублений (расстояние от поверхности воды): буйков — 6—34 м, магазина — 18—46 м.

### ГМЗ
Принцип действия аналогичен МЗ-26. Отличается 3-кратным действием (3 буйка), в отличие от 4-кратного действия МЗ-26, а также использованием якоря от мины КБ; Максимальная длина буйрепа — 395 м. Глубина места постановки — 70—400 м.

### РМЗ
Создан на базе мины КБ, имеет 2-кратное действие (2 реактивных буя). Способ постановки аналогичен двум предыдущим типам МЗ. Принцип действия основан на реактивной тяге двигателя буя РМЗ: встреча тралящей части контактного трала с буйрепом вызывает вибрацию последнего, вследствие чего срабатывает механизм запуска реактивного двигателя буя, соплом ориентированного вниз (в сторону дна). Система «буй — буйреп» устремляется вверх и коренной конец буйрепа выдёргивается из своего крепления на магазине. Ближайший подрывной патрон на буйрепе подводится к тралящей части контактного трала, которая надавливая на нажимной стержень взрывателя патрона, приводит к его детонации. Взрывом патрона (масса взрывчатого вещества — 1 кг) перебивает тралящую часть, что приводит к выводу контактного трала из строя. На смену отработавшему реактивному бую встаёт второй. Максимальная длина буйрепа — 100 м. Глубина места постановки — 45—600 м. Диапазон углублений магазина — 40, 60, 80, 100, 120 и 200 м.